# 톈진 항공의 운항 노선
2016년 5월 현재, 톈진 항공의 운항 노선은 다음과 같다.

## 운항 노선

### 아시아

#### 동아시아
- 대한민국
  - 서울 - 인천국제공항
  - 제주 - 제주국제공항
- 중화인민공화국
  - 베이징
    - 베이징 서우두 국제공항 허브

  - 상하이
    - 상하이 푸둥 국제공항 국제선 허브

  - 간쑤
    - 란저우 - 란저우 중촨 국제공항
    - 둔황 - 둔황 공항
    - 자위관 - 자위관 공항

  - 광둥
    - 제양 - 제양 차오산 국제공항
    - 메이저우 - 메이저우 메이시안 공항

  - 광시
    - 구이린 - 구이린 량장 국제공항
    - 난닝 - 난닝 우수 국제공항

  - 구이저우
    - 구이양 - 구이양 룽둥바오 국제공항
    - 싱이 - 싱이 완펑린 공항
    - 퉁런 - 퉁런 펑황 공항

  - 랴오닝
    - 다롄 - 다롄 저우수이쯔 국제공항
    - 선양 - 선양 타오셴 국제공항

  - 산둥
    - 옌타이 - 옌타이 펑라이 국제공항
    - 웨이팡 - 웨이팡 공항
    - 웨이하이 - 웨이하이 다슈이보 공항
    - 지난 - 지난 야오창 국제공항
    - 칭다오 - 칭다오 류팅 국제공항

  - 산시
    - 시안 - 시안 셴양 국제공항 허브
    - 타이위안 - 타이위안 우수 국제공항
    - 위린 - 위린 위양 공항
    - 윈청 - 윈청 관공 공항

  - 안후이
    - 허페이 - 허페이 신차오 국제공항
    - 안칭 - 안칭 톈주산 공항
    - 푸양 - 푸양 시관 공항

  - 윈난
    - 쿤밍 - 쿤밍 창수이 국제공항

  - 장쑤
    - 난징 - 난징 루커우 국제공항
    - 우시 - 순안 샤오펑 국제공항
    - 창저우 - 창저우 빈뉴 공항

  - 장시
    - 난창 - 난창 창베이 국제공항

  - 저장
    - 닝보 - 닝보 리서 국제공항
    - 원저우 - 원저우 용창 국제공항
    - 항저우 - 항저우 샤오산 국제공항

  - 지린
    - 창춘 - 창춘 룽자 국제공항

  - 충칭
    - 충칭 - 충칭 장베이 국제공항 포커스 시티

  - 톈진
    - 톈진 - 톈진 빈하이 국제공항 허브

  - 푸젠
    - 샤먼 - 샤먼 가오치 국제공항
    - 취안저우 - 취안저우 진장 국제공항
    - 푸저우 - 푸저우 창러 국제공항

  - 허난
    - 정주 - 정저우 신정 국제공항

  - 허베이
    - 스자좡 - 스자좡 정딩 국제공항

  - 헤이룽장
    - 하얼빈 - 하얼빈 타이핑 국제공항

  - 후난
    - 창시 - 창사 황화 국제공항

  - 후베이
    - 우한 - 우한 톈허 국제공항
    - 이창 - 이창 쌴샤 공항

  - 내몽골
    - 후허하오터 - 후허하오터 바이타 국제공항 허브
    - 만저우리 - 만저우리 시자오 공항
    - 바오터우 - 바오터우 공항
    - 시린하오터 - 시린하오터 공항
    - 어얼둬쓰 - 어얼둬쓰 공항
    - 우란하오터 - 우란하오터 공항
    - 우하이 - 우하이 공항
    - 츠펑 - 츠펑 어룡 공항
    - 퉁랴오 - 퉁랴오 공항
    - 하이라얼 - 하이라얼 동산 공항

  - 닝샤
    - 인촨 - 인촨 허둥 국제공항

  - 신장
    - 우루무치 - 우루무치 디워푸 국제공항 허브
    - 아러타이 - 아러타이 공항
    - 아커쑤 - 아커쑤 공항
    - 호탄 - 호탄 공항
- 홍콩
  - 홍콩 - 홍콩 첵랍콕 국제공항
- 일본
  - 나고야 - 주부 국제공항
  - 도쿄 - 하네다 국제공항
  - 오사카 - 간사이 국제공항
  - 기타큐슈 - 기타큐슈 공항 전세편
  - 삿포로 - 신치토세 공항
  - 시즈오카 - 시즈오카 공항
  - 하코다테 - 하코다테 공항
- 몽골
  - 울란바토르 - 칭기즈 칸 국제공항

#### 동남아시아
- 태국
  - 방콕 - 수완나품 국제공항

### 유럽

#### 서유럽
- 영국
  - 런던 - 런던 히드로 국제공항

#### 동유럽
- 러시아
  - 모스크바 - 셰레메티예보 국제공항
  - 카잔 - 카잔 국제공항 계졀편